# Diogmites bromleyi
Diogmites bromleyi är en tvåvingeart som beskrevs av Carrera 1949. Diogmites bromleyi ingår i släktet Diogmites och familjen rovflugor. Inga underarter finns listade i Catalogue of Life.